# Paul Crossley (cầu thủ bóng đá)
Paul Crossley (14 tháng 7 năm 1948 – 11 tháng 3 năm 1996) là một cầu thủ bóng đá người Anh. Ông thường thi đấu ở vị trí tiền vệ chạy cánh.

## Sự nghiệp
Crossley dành hầu hết sự nghiệp thi đấu ở các hạng dưới của Football League ở Anh, nhưng cũng có thời gian ở Hoa Kỳ với Seattle Sounders.  Ông kết thúc sự nghiệp với Baltimore Blast của Major Indoor Soccer League.
Crossley làm trợ lý huấn luyện viên với Loyola University. Năm 1991, ông trở thành huấn luyện viên trưởng của Shoreline Community College ở Seattle.  Ông cũng huấn luyện cho nhiều trường trung học bao gồm Bothell, Shorecrest, Lynnwood, và Redmond.  Đến khi ông mất vì bệnh tim, ông thiết lập kỉ lục 46-30-17 tại Shoreline.